# Škoda 9Tr
Škoda 9Tr – typ czechosłowackiego trolejbusu. Był produkowany od początku lat 60. do początku lat 80. XX wieku przez zakład Škoda w Ostrovie. Ogółem wyprodukowano 7437 trolejbusów, dzięki czemu 9Tr stał się trzecim na świecie pod względem liczby wyprodukowanych egzemplarzy (po radzieckich ZiU-5 i ZiU-9).

## Konstrukcja
Jest to dwuosiowy trolejbus oparty na starszym typie 8Tr. Pojazd ma nadwozie samonośne. Ramę nadwozia (spawaną ze specjalnych stalowych belek i listew) obłożono z zewnątrz płatami blachy. We wnętrzu ściany pokryto laminatem kartonowym. Po prawej stronie nadwozia znajduje się dwoje (w niektórych trolejbusach przeznaczonych na eksport) lub troje czteroczęściowych drzwi harmonijkowych. Wewnątrz umieszczono tapicerowane siedzenia w układzie 2+1.
W pierwszej połowie lat 60. XX wieku w jednym trolejbusie zastosowano zawieszenie hydropneumatyczne, które utrzymywało stałą wysokość podłogi nad ziemią (typ 9TrP). Od 1977 nowo produkowane trolejbusy wyposażano w hydrauliczne wspomaganie kierownicy (typy 9TrH i 9TrHT).
Wyposażenie elektryczne pierwszego prototypu, zbudowanego w 1959 r., było praktycznie identyczne z poprzednim typem 8Tr. W drugim prototypie zamontowano już zmodyfikowane silniki trakcyjne. W trolejbusach 9Tr zastosowano rozruch oporowy, który jednak cechował się dużymi stratami energii elektrycznej. Na początku lat 70. XX wieku opracowano nowy, bardziej energooszczędny rozruch tyrystorowy (prototyp 9TrBKR, inne oznaczenie 9TrT), który montowano od 1979 r. (trolejbusy oznaczone jako 9TrHT).

## Składy podwójne
Szczególną cechą eksploatacji trolejbusów 9Tr było łączenie ich w składy podwójne od 1968 r., którego dokonywano w miastach Związku Radzieckiego. Planowano produkcję takich składów w fabryce pod oznaczeniem Škoda 12Tr, ale tych planów nie udało się zrealizować. Ogółem w miastach ZSRR utworzono 483 składy podwójne z trolejbusów 9Tr.

## Dostawy
| Państwo                                 | Miasto                       | Typ             | Lata dostaw         | Liczba | Numery taborowe                                       | Uwagi                                                                                |        |
| --------------------------------------- | ---------------------------- | --------------- | ------------------- | ------ | ----------------------------------------------------- | ------------------------------------------------------------------------------------ | ------ |
| Afganistan                              | Kabul                        | 9TrH            | 1979–?              | 86     |                                                       |                                                                                      |        |
| Bułgaria                                | Płowdiw                      |                 | 1966-1981           | 163    | 101-263                                               |                                                                                      |        |
| Bułgaria                                | Sofia                        |                 | 1964-1981           | 395    |                                                       |                                                                                      |        |
| Czechosłowacka Republika Socjalistyczna | Bratysława                   | 9Tr             | 1962–1975           | 98     | 85–119 123–149 192–225 229, 230                       |                                                                                      | [ 5 ]  |
| Czechosłowacka Republika Socjalistyczna | Bratysława                   | 9TrH            | 1978                | 10     | 150–159                                               |                                                                                      | [ 5 ]  |
| Czechosłowacka Republika Socjalistyczna | Bratysława                   | 9TrHT           | 1979                | 60     | 1–60                                                  |                                                                                      | [ 5 ]  |
| Czechosłowacka Republika Socjalistyczna | Brno                         | 9Tr             | 1963–1975           | 61     | 43–54 3055–3083 3087–3106                             |                                                                                      | [ 6 ]  |
| Czechosłowacka Republika Socjalistyczna | Brno                         | 9TrT            | 1972–1974           | 3y     | 3084–3086                                             |                                                                                      | [ 6 ]  |
| Czechosłowacka Republika Socjalistyczna | Brno                         | 9TrH            | 1978                | 10     | 3107–3116                                             |                                                                                      | [ 6 ]  |
| Czechosłowacka Republika Socjalistyczna | Brno                         | 9TrHT           | 1979–1981           | 47     | 3117–3163                                             |                                                                                      | [ 6 ]  |
| Czechosłowacka Republika Socjalistyczna | Cieplice                     | 9TrHT           | 1980                | 1      | 105                                                   |                                                                                      | [ 7 ]  |
| Czechosłowacka Republika Socjalistyczna | Czeskie Budziejowice         | 9Tr             | 1963–1965           | 8      | 1, 2, 4 50–54                                         |                                                                                      | [ 8 ]  |
| Czechosłowacka Republika Socjalistyczna | Děčín                        | 9Tr             | 1963–1968           | 8      | 5, 6, 8, 15 23–26                                     |                                                                                      | [ 9 ]  |
| Czechosłowacka Republika Socjalistyczna | Děčín                        | 9TrP            | 1965                | 1      | 13                                                    | prototyp z zawieszeniem hydropneumatycznym                                           | [ 10 ] |
| Czechosłowacka Republika Socjalistyczna | Hradec Králové               | 9Tr             | 1962–1975           | 39     | 47–62 65–67 69, 70, 75 77–79, 82 86–99                |                                                                                      | [ 11 ] |
| Czechosłowacka Republika Socjalistyczna | Hradec Králové               | 9TrHT           | 1979–1980           | 19     | 37–46 63, 64, 68 71–74 76, 80                         |                                                                                      | [ 11 ] |
| Czechosłowacka Republika Socjalistyczna | Igława                       | 9Tr             | 1963–1974           | 19     | 1–5 21, 22, 24, 25 28–37                              |                                                                                      | [ 12 ] |
| Czechosłowacka Republika Socjalistyczna | Igława                       | 9TrH            | 1978                | 5      | 38–42                                                 |                                                                                      | [ 12 ] |
| Czechosłowacka Republika Socjalistyczna | Igława                       | 9TrHT           | 1979–1980           | 19     | 1–19                                                  |                                                                                      | [ 12 ] |
| Czechosłowacka Republika Socjalistyczna | Mariańskie Łaźnie            | 9Tr             | 1963–1974           | 15     | 1, 2, 11–17 20, 21, 24–27                             |                                                                                      | [ 13 ] |
| Czechosłowacka Republika Socjalistyczna | Mariańskie Łaźnie            | 9TrHT           | 1979–1980           | 4y     | 28–31                                                 |                                                                                      | [ 13 ] |
| Czechosłowacka Republika Socjalistyczna | Opawa                        | 9Tr             | 1963–1975           | 16     | 18, 19 24–37                                          |                                                                                      | [ 14 ] |
| Czechosłowacka Republika Socjalistyczna | Opawa                        | 9TrH            | 1978                | 1      | 38                                                    |                                                                                      | [ 14 ] |
| Czechosłowacka Republika Socjalistyczna | Opawa                        | 9TrHT           | 1979–1981           | 10     | 39–48                                                 |                                                                                      | [ 14 ] |
| Czechosłowacka Republika Socjalistyczna | Ostrawa                      | 9Tr             | 1963–1974           | 32     | 48–79                                                 |                                                                                      | [ 15 ] |
| Czechosłowacka Republika Socjalistyczna | Ostrawa                      | 9TrH            | 1977–1978           | 4      | 81–84                                                 |                                                                                      | [ 15 ] |
| Czechosłowacka Republika Socjalistyczna | Ostrawa                      | 9TrHT           | 1979–1981           | 36     | 3087–3122                                             |                                                                                      | [ 15 ] |
| Czechosłowacka Republika Socjalistyczna | Pardubice                    | 9Tr             | 1962–1965 1968–1975 | 53     | 101–148                                               | numery 106 i 137–140 obsadzono dwukrotnie                                            | [ 16 ] |
| Czechosłowacka Republika Socjalistyczna | Pardubice                    | 9TrH            | 1978                | 4y     | 114, 141 142, 144                                     |                                                                                      | [ 16 ] |
| Czechosłowacka Republika Socjalistyczna | Pardubice                    | 9TrHT           | 1979–1981           | 22     | 302, 304 307, 308 311, 312 349–364                    |                                                                                      | [ 16 ] |
| Czechosłowacka Republika Socjalistyczna | Pilzno                       | 9Tr             | 1960–1975           | 84     | 166 191–193 195–213 215–218 221–246 249–278           | numer 191 obsadzono dwukrotnie                                                       | [ 17 ] |
| Czechosłowacka Republika Socjalistyczna | Pilzno                       | 9TrL            | 1961                | 1      | 194                                                   | prototyp trolejbusu z Mariańskich Łaźni                                              | [ 17 ] |
| Czechosłowacka Republika Socjalistyczna | Pilzno                       | 9TrT            | 1970                | 1      | 247                                                   |                                                                                      | [ 17 ] |
| Czechosłowacka Republika Socjalistyczna | Pilzno                       | 9TrH            | 1978                | 34     | 279–312                                               |                                                                                      | [ 17 ] |
| Czechosłowacka Republika Socjalistyczna | Pilzno                       | 9TrHT           | 1979–1981           | 32     | 313–339 341–345                                       |                                                                                      | [ 17 ] |
| Czechosłowacka Republika Socjalistyczna | Preszów                      | 9Tr             | 1962–1972           | 20     | 1, 2, 8–23 26, 27                                     |                                                                                      | [ 18 ] |
| Czechosłowacka Republika Socjalistyczna | Preszów                      | 9TrH            | 1978                | 1      | 28                                                    |                                                                                      | [ 18 ] |
| Czechosłowacka Republika Socjalistyczna | Preszów                      | 9TrHT           | 1979–1981           | 16     | 29–44                                                 |                                                                                      | [ 18 ] |
| Czechosłowacka Republika Socjalistyczna | Zlín – Otrokovice            | 9Tr             | 1963–1975           | 61     | 1–33, 36 38–40 44–67                                  |                                                                                      | [ 19 ] |
| Czechosłowacka Republika Socjalistyczna | Zlín – Otrokovice            | 9TrH            | 1978                | 9      | 12, 22, 34 35, 37 41–44                               |                                                                                      | [ 19 ] |
| Czechosłowacka Republika Socjalistyczna | Zlín – Otrokovice            | 9TrHT           | 1979–1980           | 29     | 2, 3, 7 9–11 15, 16 45–47 55, 57                      |                                                                                      | [ 19 ] |
| Indie                                   | Mumbaj                       | 9Tr             | 1962                | 12     |                                                       |                                                                                      |        |
| NRD                                     | Berlin                       | 9Tr             | 1964–1966           | 17     | 1101–1117                                             |                                                                                      |        |
| NRD                                     | Drezno                       | 9Tr             | 1962–1969           | 30     | 175–191 251–263                                       |                                                                                      |        |
| NRD                                     | Eberswalde                   | 9Tr             | 1962–1970           | 15     | 2, 5 13–19 22–27                                      |                                                                                      |        |
| NRD                                     | Erfurt                       | 9Tr             | 1962–1967           | 13     | 21, 22 24–34                                          |                                                                                      |        |
| NRD                                     | Gera                         | 9Tr             | 1964–1970           | 9      | 320–328                                               |                                                                                      |        |
| NRD                                     | Greiz                        | 9Tr             | 1964                | 1      | 9008                                                  |                                                                                      |        |
| NRD                                     | Lipsk                        | 9Tr             | 1962–1964           | 7      | 150–156                                               |                                                                                      |        |
| NRD                                     | Magdeburg                    | 9Tr             | 1964–1967           | 7      | 1056–1058 1064–1067                                   |                                                                                      |        |
| NRD                                     | Poczdam                      | 9Tr             | 1962–1970           | 14     | 18–31                                                 |                                                                                      |        |
| NRD                                     | Weimar                       | 9Tr             | 1964–1969           | 10     | 1–4 19–24                                             |                                                                                      |        |
| NRD                                     | Zwickau                      | 9Tr             | 1962–1970           | 11     | 306–313                                               | numery 307–309 obsadzono dwukrotnie                                                  |        |
| Norwegia                                | Bergen                       | 9Tr             | 1973                | 20     | 301–320                                               |                                                                                      |        |
| Polska                                  | Gdynia                       | 9Tr             | 1962–1970           |        |                                                       |                                                                                      |        |
| Polska                                  | Lublin                       | 9Tr             | 1963–1970           | 55     | 545-600                                               |                                                                                      |        |
| Polska                                  | Olsztyn                      |                 |                     |        |                                                       |                                                                                      |        |
| Polska                                  | Warszawa                     | 9Tr             | 1962–1967           | 77     | 135-211                                               |                                                                                      |        |
| Polska                                  | Wałbrzych                    | 9Tr             | 1962–1969           | 40     |                                                       |                                                                                      |        |
| Rumunia                                 | Bukareszt                    |                 |                     |        |                                                       |                                                                                      |        |
| ZSRR                                    | Baku                         |                 |                     |        |                                                       |                                                                                      |        |
| ZSRR                                    | Batumi                       | 9Tr/9TrH        |                     | 16     |                                                       |                                                                                      |        |
| ZSRR                                    | Charków                      | 9Tr             | 1970–1972           | 67     | 52–118                                                | kolejny trolejbus (nr 51) zakupiono z Kijowa                                         |        |
| ZSRR                                    | Czerniowce                   | 9Tr/9TrH        | 1966–1979           | 188    | 23–61 68–216                                          | sześć kolejnych trolejbusów (nr 62-67) zakupiono w Symferopolu                       |        |
| ZSRR                                    | Cziatura                     | 9Tr/9TrH        |                     | 25     |                                                       |                                                                                      |        |
| ZSRR                                    | Dniepropetrowsk              | 9Tr             | 1962 1974–1976      | 90     | 90–94 501–585                                         | pierwszych pięć trolejbusów (nr 90–94) oddano do Symferopola (1962)                  |        |
| ZSRR                                    | Erywań                       |                 |                     |        |                                                       |                                                                                      |        |
| ZSRR                                    | Gandża                       |                 |                     |        |                                                       |                                                                                      |        |
| ZSRR                                    | Gori                         | 9Tr/9TrH        |                     | 22     |                                                       |                                                                                      |        |
| ZSRR                                    | Kijów                        | 9Tr/9TrH        | 1962–1982           | 1220   | 132–200 550–909 961–999 1001–1595 1601–1698 1701–1759 |                                                                                      |        |
| ZSRR                                    | Kutaisi                      | 9Tr/9TrH        |                     | 121    |                                                       |                                                                                      |        |
| ZSRR                                    | Kowno                        | 9Tr             | 1965–1982           | 21     |                                                       |                                                                                      |        |
| ZSRR                                    | Lisiczańsk                   | 9Tr             | 1972–1975           | 29     | 01–29                                                 | kolejnych 8 trolejbusów (nr 30–37) zakupiono z Kijowa i Ługańska (1984, 1985)        |        |
| ZSRR                                    | Lwów                         | 9Tr/9TrH        | 1970–1982           | 252    | 180–185 187–432                                       | kolejny trolejbus (nr 186) zakupiono z Czerniowców                                   |        |
| ZSRR                                    | Mariupol                     | 9Tr/9TrH        | 1971–1982           | 212    | 101–312                                               |                                                                                      |        |
| ZSRR                                    | Równe                        | 9Tr/9TrH/ 9TrHT | 1974–1982           | 100    | 001–100                                               | kolejnych 18 trolejbusów (nr 122–139) zakopiono z Brna, Ostrawy i Opawy (1996, 1997) |        |
| ZSRR                                    | Rustawi                      | 9Tr/9TrH        |                     | 30     |                                                       |                                                                                      |        |
| ZSRR                                    | Ryga                         |                 | 1962–1982           | 536    |                                                       |                                                                                      |        |
| ZSRR                                    | Sewastopol                   | 9Tr             | 1968–1971           | 75     | 401–475                                               |                                                                                      |        |
| ZSRR                                    | Suchumi                      | 9Tr/9TrH        |                     | 18     |                                                       |                                                                                      |        |
| ZSRR                                    | Symferopol – Ałuszta – Jałta | 9Tr/9TrH        | 1962–1982           | 580    |                                                       |                                                                                      |        |
| ZSRR                                    | Tallinn                      | 9Tr/9TrH        | 1966–1983           | 210    | 10–209                                                | numery 1–9 i 24 obsadzono dwukrotnie                                                 |        |
| ZSRR                                    | Tarnopol                     | 9Tr/9TrH/ 9TrHT | 1974–1982           | 85     | 001–085                                               | kolejnych 6 trolejbusów (nr 131–136) zakupiono z Brna i Ostrawy (1996)               |        |
| ZSRR                                    | Tbilisi                      | 9Tr/9TrH        |                     | 280    |                                                       |                                                                                      |        |
| ZSRR                                    | Wilno                        | 9Tr             | 1961–1982           | 295    |                                                       |                                                                                      |        |

## Galeria

9Tr w Berlinie, 1965
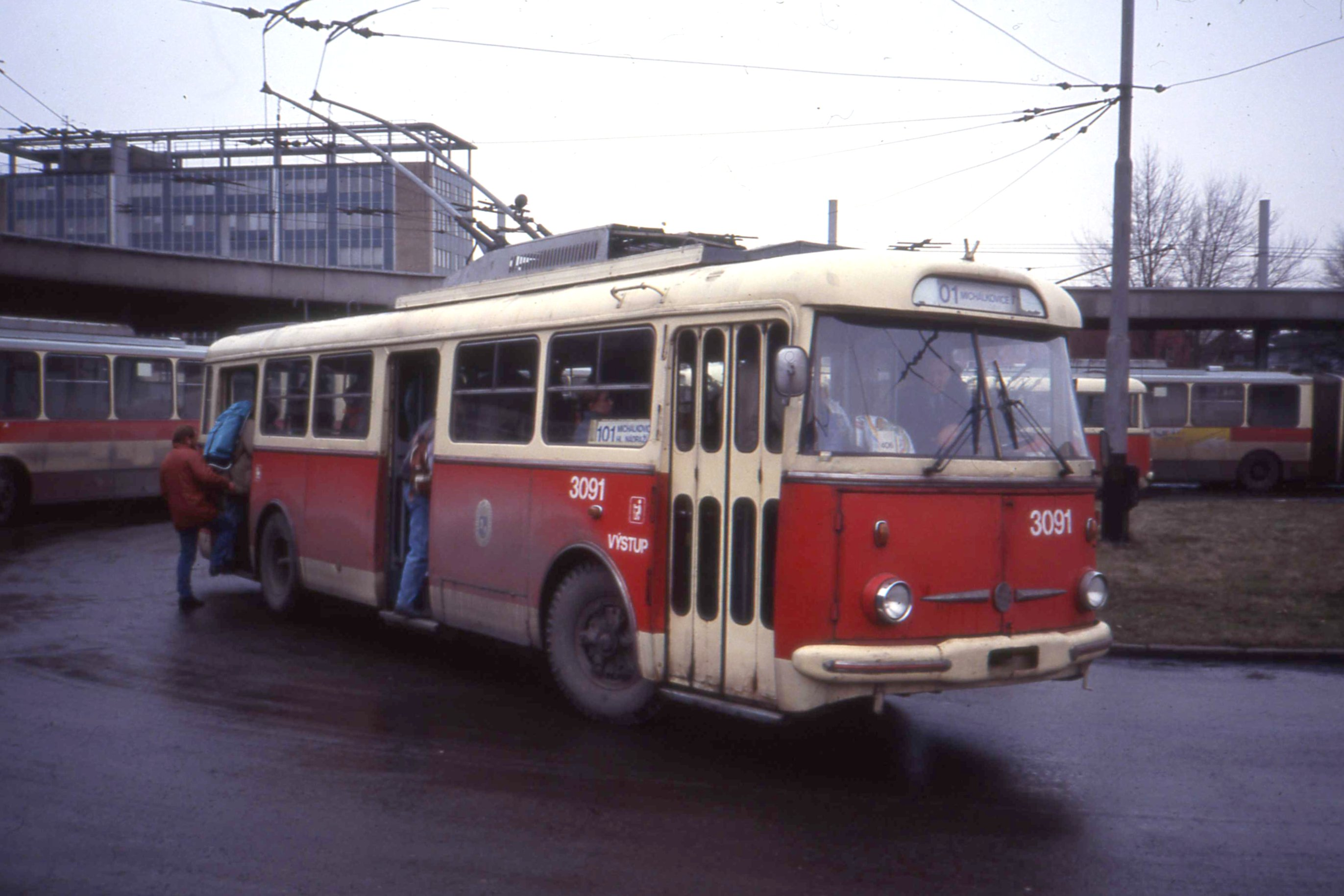
9Tr w Ostrawie, 1992
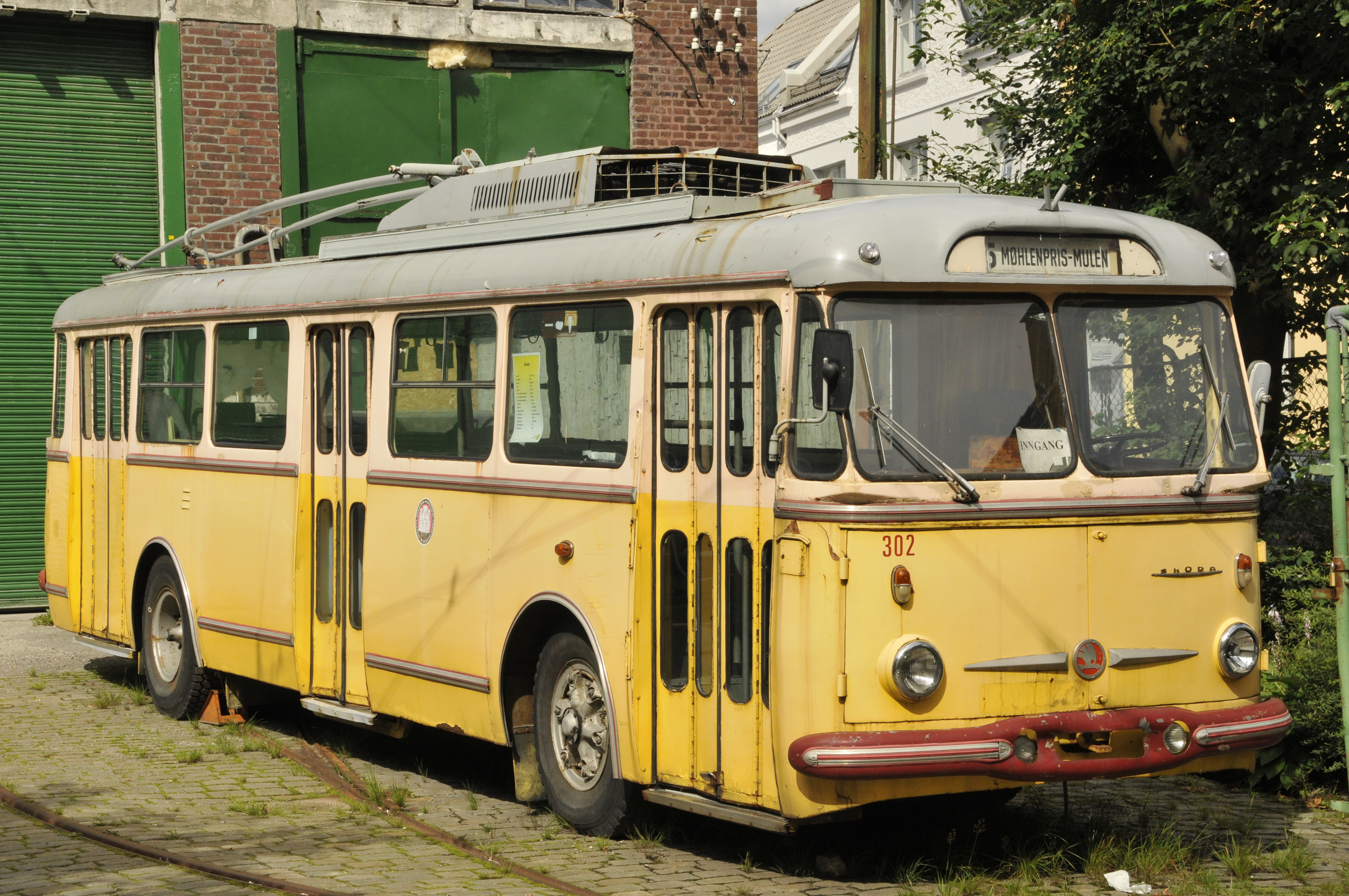
9Tr w Bergen, 2010
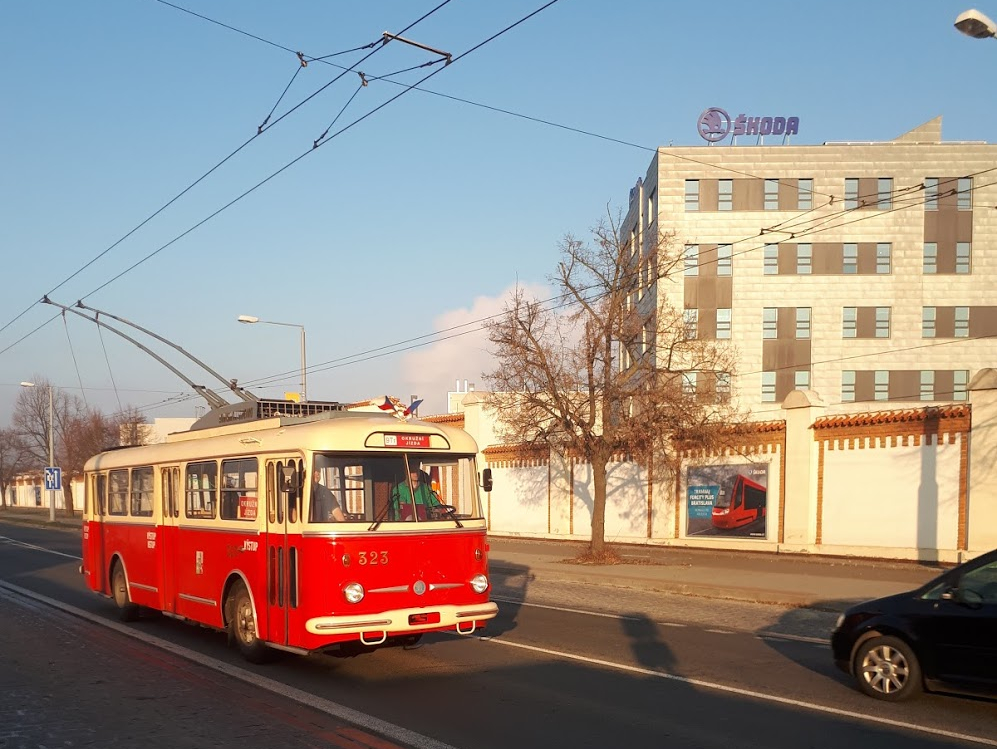
9Tr w Pilznie, 2019
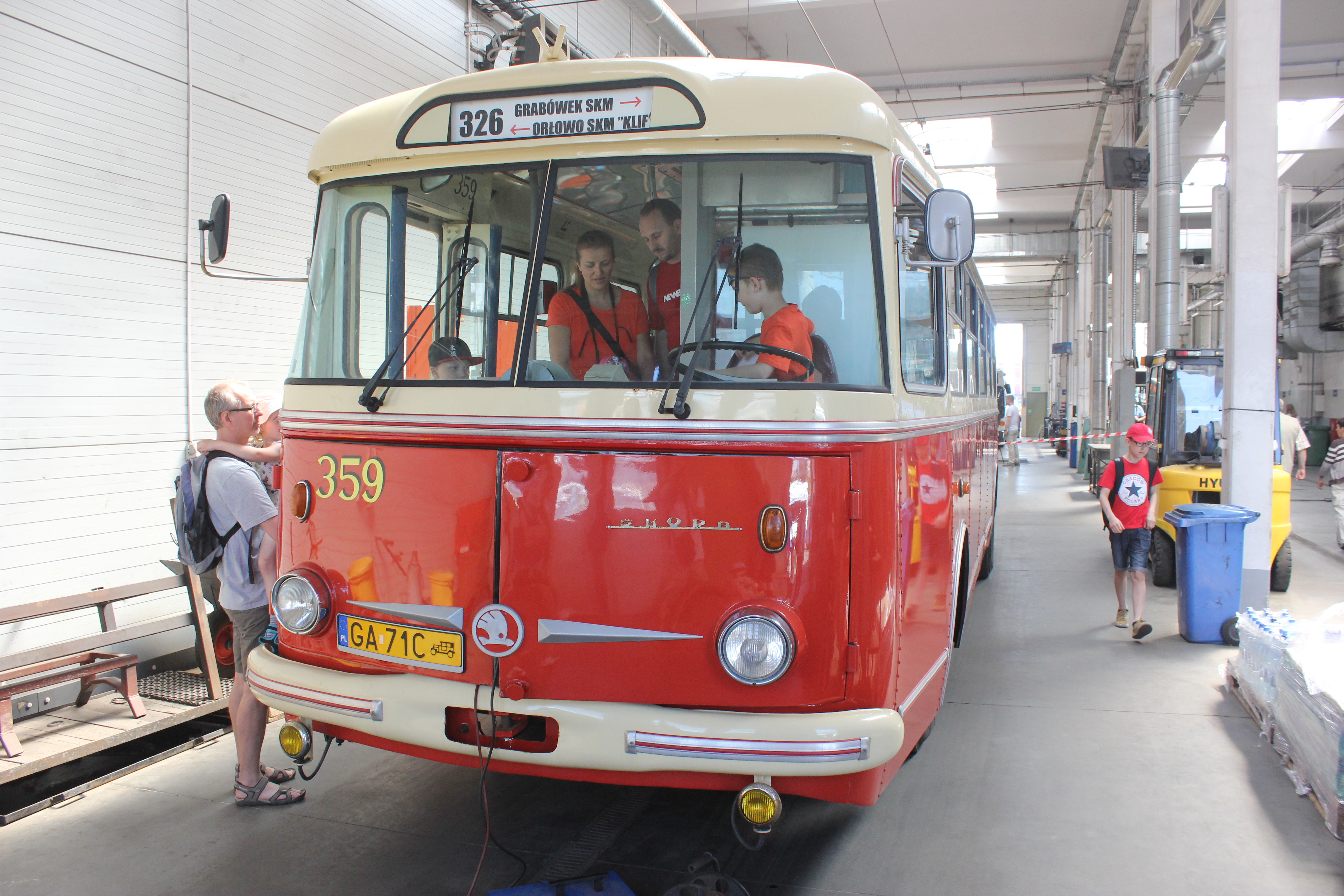
9Tr w Gdyni, 2019